# Mohammad Mokhber
Mohammad Mokhber (Dezful, 26 de junho de 1955) é um político iraniano. Desde setembro de 2024, atua como conselheiro e assessor do Líder Supremo do Irã, além de ser membro do Conselho de Discernimento de Conveniência desde setembro de 2022. Anteriormente, também integrou esse conselho entre 23 de agosto de 2014 e 1.º de abril de 2016. Mokhber serviu como Primeiro Vice-Presidente do Irã, função que ocupava quando assumiu, interinamente, a presidência do país de 17 de maio de 2024 a 28 de julho de 2024, após a queda do helicóptero que transportava o então presidente Ebrahim Raisi, ocorrida em 19 de maio de 2024.
Foi o primeiro vice-presidente, Mokhber assumiu, com a aprovação do Líder Supremo do Irã, "os poderes e funções do Presidente" após a morte de Ebrahim Raisi. De acordo com a Constituição do Irã,foi formado um Conselho Presidencial Temporário (Presidente da Assembleia, Chefe do Poder Judiciário, Primeiro Vice-Presidente), e o conselho  organizou uma nova eleição dentro de 50 dias.

## Eleição Presidencial 2024
Após  queda do helicóptero e morte  que transportava o então presidente Ebrahim Raisi em 19 de maio de 2024 , foi convocada uma nova eleição presidencial para 28 de junho de 2024 (1º turno) e 5 de julho de 2024 (2º turno). Com 53,7% dos votos, o reformista Masoud Pezeshkian, de 69 anos, foi eleito presidente do Irã. Seu oponente, o conservador Saeed Jalili, de 58 anos, obteve 44,3% dos votos.

## Presidente em exercício do Irã (maio de 2024–julho de 2024)
Em 19 de maio de 2024, após a morte do presidente Ebrahim Raisi, Mohammad Mokhber assumiu interinamente o cargo de presidente do Irã. Mokhber foi formalmente confirmado em sua nova função pelo Líder Supremo Ali Khamenei em 20 de maio de 2024, até que novas eleições presidenciais fossem realizadas. No dia 22 de maio, Mokhber compareceu ao funeral de Raisi em Teerã. Durante uma reunião de gabinete, Mokhber anunciou o acidente que havia ocorrido, conforme relatado pelo porta-voz do governo, Ali Bahadori Jahromi.
Como presidente interino, Mokhber proferiu seu primeiro discurso público em 27 de maio de 2024, na reunião da nova Assembleia Consultiva Islâmica, convocada após as eleições legislativas iranianas de 2024. Em seu discurso, ele elogiou a presidência de Raisi.

## Alegações de corrupção
MTN Irancell - Em 2003, Mokhber desempenhou um papel fundamental em convencer o parlamento a aprovar um projeto de lei que estabelecia a MTN Irancell, a segunda maior empresa de telecomunicações do Irã, como uma joint venture entre o grupo sul-africano MTN e um parceiro iraniano, Kowsar Sign Paniz.  Mokhber é acusado de ter alavancado sua posição no Mostazafan e no Sina Bank para ajudar a joint venture MTN a obter o contrato de US$ 31,6 bilhões com a condição de que a joint venture MTN auxiliasse o governo iraniano.  Essa assistência incluiu a aquisição de equipamento militar proibido pelo embargo de armas da ONU na época.  Também supostamente incluía acordos de que a joint venture MTN usaria sua influência para influenciar o voto da África do Sul no programa nuclear do Irã com a Agência Internacional de Energia Atômica e facilitaria o financiamento de organizações terroristas designadas internacionalmente, incluindo o Hezbollah e o IRGC. 
Alegações de corrupção no processo de adjudicação de contratos resultaram em dois processos internacionais movidos nos anos seguintes, detalhados abaixo. O primeiro processo foi movido em 2004 pela Turkcell, uma concorrente para a adjudicação.  Ele alegou que a MTN havia oferecido subornos para garantir o contrato.  Embora o processo tenha eventualmente se voltado a favor da Irancell, ele resultou na prisão em 2019 do ex-embaixador de Pretória no Irã sob acusações de que eles aceitaram um suborno em troca de apoio ao recebimento do contrato pela MTN.  As consequências da prisão também levaram à aposentadoria antecipada do CEO da MTN Irancell, Ali-Reza Ghalambor Dezfouli.  Um processo posterior movido em 2021 pelos Estados Unidos vinculou a MTN Irancell ao financiamento e armamento de grupos terroristas, contribuindo diretamente para as baixas americanas entre 2011 e 2016.